# 柴松岳
柴 松岳（さい しょうがく、チャイ・ソーンユエ、1941年11月 - ）は、中華人民共和国の官僚、政治家。浙江省舟山市出身。元全国政治協商経済委員会副主任、国家電力監督管理委員会主席、浙江省人民政府省長、浙江省人民政府副省長。中国共産党第14期中央候補委員、第15回・第16回中央委員、中国共産党第15回・第16回人大代表。第11期全国政治協商会議常務委員。

## 経歴
1941年11月、浙江省舟山市で生まれる。1961年9月に中国共産党入党。1984年に北京煤炭管理学院（現在の中国鉱業大学）に派遣され、卒業後は東北豊満水力発電所、浙江黄壇涎発電所、富春江水発電所に就職し、富春江水発電所の工場長に昇進しました。1982年8月、浙江長広煤鉱公司党委書記に就任。1986年5月、浙江省紀律委員会副書記に昇格。1988年2月、浙江省人民政府副省長に任命。1993年10月には同省党委員会書記を兼務する。1998年1月、浙江省人民政府省長に昇格。
2002年10月、中央に移り、国家電力監督管理委員会主席兼党組書記に就任。2008年3月、全国政治協商経済委員会副主任に就任。